# Territori Indígena Guatuso
El Territori Indígena Guatuso és un dels 24 territoris indígenes costariquenys oficialment reconegut pel govern de Costa Rica. Pertany a l'ètnia maleku o guatusos i se situa en el cantó de Guatuso, província d'Alajuela amb una àrea d'aproximadament 2.743 hectàrees. El territori va ser establert via decreto executiu en 1977, la seva població és de 494 indígenes i 925 segons dades de l'Institut Nacional d'Estadística i Cens de 2013. S'hi parlen les llengües maleku, lhaíca i castellà, l'educació és bilingüe castellà-maleku.
Es dediquen al cultiu del cacau, pejibaye, margalló, arròs, frijol, plàtan, iuca, tiquisque i productes cítrics, criança de bestiar i pesca. Confecció d'artesanies, ceràmica i fusta. També es dediquen a l'ecoturisme, ja que el territori està obert als turistes.
Es distribueixen en tres assentaments principals o palenques: Margarita amb uns 157 habitants, Tonjibe amb 178 habitants i El Sol amb 45.